# مايك إيفي
مايك إيفي (بالإنجليزية: Mike Ivie)‏ هو لاعب كرة قاعدة أمريكي، ولد في 8 أغسطس 1952 في أتلانتا في الولايات المتحدة.

## وصلات خارجية
- مايك إيفي على موقع دوري كرة القاعدة الرئيسي (الإنجليزية)
- مايك إيفي على موقعبيزبول رفرنس.كوم (الدوري الرئيسي) (الإنجليزية)
- مايك إيفي على موقعبيزبول رفرنس.كوم (الدوري الثانوي) (الإنجليزية)
- مايك إيفي على موقع إي إس بي إن.كوم (أم.أل.بي) (الإنجليزية)
- مايك إيفي على موقع مشجعي الرسوم البيانية (الإنجليزية)